# Les Filles à papa
Pour plus de détails, voir Fiche technique et Distribution.
Les Filles à papa (The Daughter of Rosie O'Grady) est un film musical américain en Technicolor réalisé par David Butler, sorti en 1950.
Le film retrace la vie des artistes musicaux à New York à la fin du XIXe siècle. La plupart des chansons ont été écrites pour le film, mais Rose of Tralee date du XIXe siècle, et la chanson The Daughter of Rosie O'Grady date de 1917.

## Synopsis
À la fin de la Guerre hispano-américaine en 1898, un père irlandais veuf a trois filles. Lorsqu'il n'est pas ivre, il empêche ses filles de fréquenter les hommes. Il déteste le théâtre depuis la mort de sa femme. Cela complique la situation pour Patricia, qui veut agir. Lors d'une audition, elle tombe amoureuse de Tony, le propriétaire du théâtre de variétés…

## Fiche technique
- Titre français : Les Filles à papa
- Titre belge : Filles à papa
- Titre original : The Daughter of Rosie O'Grady
- Réalisation : David Butler
- Scénario : Jack Rose, Melville Shavelson et Peter Milne
- Producteur :
- Société de distribution : Warner Bros
- Photographie : Wilfred M. Cline
- Montage : Irene Morra
- Pays d'origine : États-Unis
- Format : Couleur (Technicolor) — 35 mm — 1,37:1 — Son : Mono
- Genre : Comédie musicale
- Durée : 104 min
- Dates de sortie : 
  - États-Unis : 30 mars 1950 (New York City)
  - États-Unis : 29 avril 1950
  - France : 16 janvier 1953

## Distribution
- June Haver : Patricia O'Grady
- Gordon MacRae : Tony Pastor
- James Barton : Dennis O'Grady
- S. Z. Sakall : Miklos 'Mike' Teretzky
- Gene Nelson : Doug Martin
- Sean McClory : James Moore
- Debbie Reynolds : Maureen O'Grady
- Marcia Mae Jones : Katie O'Grady
- Jane Darwell : Mme Murphy

## Sources
- Les Filles à papa sur CineMemorial

- (en) Cet article est partiellement ou en totalité issu de l’article de Wikipédia en anglais intitulé « The Daughter of Rosie O'Grady » (voir la liste des auteurs).